# 義民路 (桃園市)
24°57′16″N 121°13′01″E / 24.9543538°N 121.2168865°E
義民路，為臺灣桃園市平鎮區和中壢區的重要道路，全線共分成三段。起於延平路二段；止於元化路二段與新明路，與民權路相接。中山路至元化路二段與新明路段隸屬桃45線的一部分。

## 沿經行政區域
(由南至北)
- 桃園市
  - 平鎮區
  - 中壢區

## 分段
(由南至北)
- 義民路:延平路二段－中正路
- 義民路一段:中正路－中央西路一段和二段
- 義民路二段:中央西路一段和二段－元化路二段與新明路

## 車道配置
- 全線:雙向各一車道

## 沿線設施
(由南至北)
- 老街溪河濱步道[1]
- 桃園市政府消防局第二大隊中壢分隊(義民路120號)[2]
- 舊社公園